# Blue Hors Matiné
Blue Hors Matiné (21. Juni 1997 – 25. Januar 2010) war eine Dänische Warmblutstute, geritten von dem dänischen Dressurreiter Andreas Helgstrand.

## Leben
Die Schimmelstute wurde am 21. Juni 1997 bei dem Züchter Inger Katballe in Danemark geboren. Ihren ersten Grand Prix absolvierte Matiné 2006 im zarten Alter von neun Jahren.
Im gleichen Jahr erregte Matiné großes Aufsehen bei den Weltreiterspielen 2006. Sie gewann mit Andreas Helgstrand in der Einzelwertung die Bronzemedaille im Grand Prix Special und die Silbermedaille in der Kür. Das Video dieser Prüfung wurde zwischen 2006 und 2009 mehr als 9 Millionen Mal angesehen. 2019 waren es knapp 20 Millionen Aufrufe, was für ein Dressurvideo sehr ungewöhnlich ist. Aufgrund ihrer außergewöhnlichen Gänge sowie ihrer herausragenden Passagen und Piaffen wurde Matiné als Tänzerin bezeichnet.
Blue Hors Matiné war eine Schimmelstute, eingetragen im Stutbuch für das Dänische Warmblut (DWB). Sie wirkte sehr sensibel und während der Prüfungen meist gestresst, da sie sehr häufig mit dem Schweif schlug.
In der Wintersaison 2006–2007 nahm sie nur an wenigen Wettbewerben teil, danach endete ihre Karriere abrupt.
Im April 2007 verletzte sich Blue Hors Matiné in Las Vegas und konnte sich nicht wieder erholen. Sie wurde im August 2009 offiziell aus dem Sport verabschiedet und ging in die Zucht.
Matiné starb am 25. Januar 2010 nach einem Weideunfall, bei dem sie sich das Bein brach.

## Sportliche Erfolge
Die Sportkarriere von Blue Hors Matiné war nur sehr kurz, aber sehr erfolgreich, auf der Webseite Eurodressage wird sie mit einer Sternschnuppe verglichen.
- 2006: Bronzemedaille (Grand Prix Special) und Silbermedaille (Kür) bei den Weltreiterspielen 2006 à Aachen; 4. Platz mit der Equipe[1]
- März 2007: 2. Platz beim Grand Prix de dressage in Bois-le-Duc; 2. Platz in der Grand Prix Kür.

## Zuchtlaufbahn
2010 wurde Matiné Zuchtstute im Gestüt Blue Hors. Es war geplant, sie im Frühjahr 2010 von Blue Hors Zack besamen zu lassen.

## Abstammung
| Vater Silvermoon 1991 – Trakehner Schimmel, 1,67 m | Kostolany 1985 – Trakehner           | Enrico Caruso 1978 Trakehner          | Mahagoni    |
| Vater Silvermoon 1991 – Trakehner Schimmel, 1,67 m | Kostolany 1985 – Trakehner           | Enrico Caruso 1978 Trakehner          |             |
| Vater Silvermoon 1991 – Trakehner Schimmel, 1,67 m | Kostolany 1985 – Trakehner           | Kapstadt 1980 Trakehner               | Falke       |
| Vater Silvermoon 1991 – Trakehner Schimmel, 1,67 m | Kostolany 1985 – Trakehner           | Kapstadt 1980 Trakehner               | Karben      |
| Vater Silvermoon 1991 – Trakehner Schimmel, 1,67 m | Suleiken IV 1980 – Trakehner         | Mahagoni 1974 Trakehner               | Pasteur     |
| Vater Silvermoon 1991 – Trakehner Schimmel, 1,67 m | Suleiken IV 1980 – Trakehner         | Mahagoni 1974 Trakehner               | Maharani II |
| Vater Silvermoon 1991 – Trakehner Schimmel, 1,67 m | Suleiken IV 1980 – Trakehner         | Sylveleine 1975 Trakehner             | Maharadscha |
| Vater Silvermoon 1991 – Trakehner Schimmel, 1,67 m | Suleiken IV 1980 – Trakehner         | Sylveleine 1975 Trakehner             | Sabrina III |
| Mutter Matadie 1983 – Dänisches Warmblut           | Matador II 1979 – Dänisches Warmblut | My Sherif 1972 Dänisches Warmblut     | Elizar      |
| Mutter Matadie 1983 – Dänisches Warmblut           | Matador II 1979 – Dänisches Warmblut | My Sherif 1972 Dänisches Warmblut     |             |
| Mutter Matadie 1983 – Dänisches Warmblut           | Matador II 1979 – Dänisches Warmblut | Susan Bakkely 1974 Dänisches Warmblut |             |
| Mutter Matadie 1983 – Dänisches Warmblut           | Matador II 1979 – Dänisches Warmblut |                                       |             |
| Mutter Matadie 1983 – Dänisches Warmblut           | Sussie 1980 – Dänisches Warmblut     | Saskibard II 1971 Holsteiner          |             |
| Mutter Matadie 1983 – Dänisches Warmblut           | Sussie 1980 – Dänisches Warmblut     | Saskibard II 1971 Holsteiner          |             |
| Mutter Matadie 1983 – Dänisches Warmblut           | Sussie 1980 – Dänisches Warmblut     | Weinzit 1974 Dänisches Warmblut       |             |
| Mutter Matadie 1983 – Dänisches Warmblut           | Sussie 1980 – Dänisches Warmblut     |                                       |             |